# Alfred Jerger
Alfred Jerger (9 de juny de 1889 - 18 de novembre de 1976) va ser un baix-baríton operístic austríac, que va començar la seva carrera com a director d'operetes, i també va ser director interí de l'⁣Òpera Estatal de Viena i professor de l'⁣Acadèmia de Música de Viena. Va aparèixer al Festival de Salzburg de 1922 a 1959, i va crear el paper principal de Mandryka a Arabella de Richard Strauss, entre d'altres.
Nascut Alois Wendelin a Brno,  es diu que va estudiar a la Universitat de Música i Arts Escèniques de Viena.  Va esdevenir mestre de capella d'opereta  al Stadttheater Passau la temporada 1912/1913. La temporada següent va ser a Winterthur i el 1915 a Zúric, on va exercir com a répétiteur. Un any més tard també va aparèixer com a actor, i a partir de la temporada 1915/1916 només com a actor i cantant.  El 1917, va aparèixer com Lothario a Mignon d'Ambroise Thomas. Va cantar a l'estrena mundial de Turandot de Busoni el mateix any.
El 1919, gràcies a la mediació de Richard Strauss, va ingressar a la Òpera Estatal de Baviera. El 1921 es va traslladar a la Òpera Estatal de Viena, on va treballar fins al 1953 i va interpretar 150 papers. També es va dedicar a la revisió de llibrets, escrivint noves versions per a Die Fledermaus de Johann Strauss i Don Pasquale de Donizetti per a les representacions del teatre. El 1924, Jerger va crear el paper de l'Home a Die glückliche Hand de Schönberg al Theater an der Wien. L'1 de juliol de 1933, va interpretar el paper principal de Mandryka a l'estrena d’Arabella de Richard Strauss a la Semperoper de Dresden. Jerger va actuar al costat de Viorica Ursuleac en el paper titular, sota la direcció de Clemens Krauss.
Entre 1922 i 1959, Jerger va participar sovint al Festival de Salzburg, on va debutar en el paper titular de Don Giovanni de Mozart sota la direcció de Richard Strauss. També va interpretar Sixtus Beckmesser a Die Meistersinger von Nürnberg de Wagner, dirigit per Wilhelm Furtwängler el 1938. A més, va assessorar cantants més joves en els seus papers, com George London per a Don Giovanni i Eugeni Oneguin.
El 1936 va protagonitzar la pel·lícula Unsterbliche Melodien, on va interpretar el rei del vals, Johann Strauss. El 1945, l'elenc de la Òpera Estatal de Viena el va nomenar director artístic provisional. Dos anys més tard, el 1947, va ser nomenat professor a l'Acadèmia de Música de Viena, on va tenir alumnes com Leonie Rysanek.
Jerger va realitzar nombroses gires i va deixar un important llegat discogràfic. El 1969, amb 80 anys, va participar en una gravació de Der Rosenkavalier en el paper del notari.
Jerger va morir a Viena el 18 de novembre de 1976 als 87 anys. La seva tomba es troba al Cementiri Central de Viena (grup 40, número 46).